# Konstantin von Benckendorff (1817–1858)

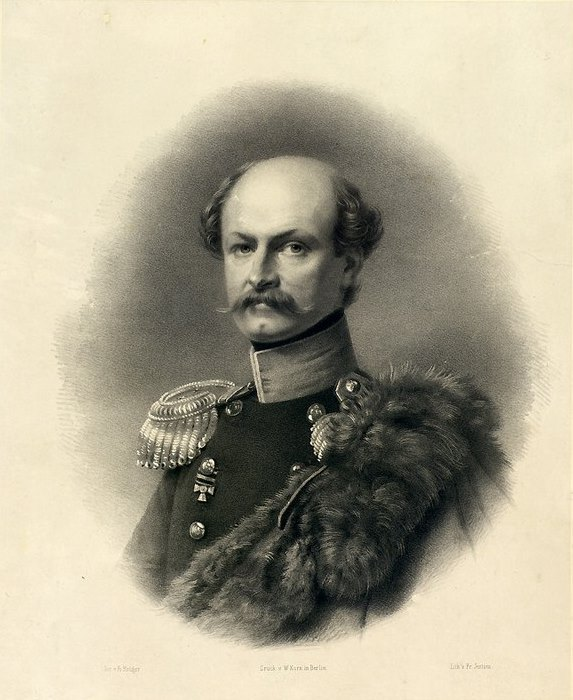
Konstantin von Benckendorff (1817–1858)

Konstantin Alexander Karl Wilhelm Maximilian von Benckendorff, född 1817, död 7 februari 1858 i Paris, var en rysk greve, diplomat och militär. Han var son till Konstantin von Benckendorff (1785–1826) och far till Aleksandr Benckendorff.
Benckendorff kämpade i Kaukasus, deltog i det orientaliska kriget 1855, befordrades 1857 till generallöjtnant och utnämndes samma år till sändebud i Stuttgart. Efter hans död utkom Souvenir intime d'une campagne au Caucase (1858).